# Sky (band)
Sky is een instrumentale band uit Australië. De band is opgericht in 1978 door John Williams, hij maakte samen met verschillende muzikanten een niet-klassiek album. Onder deze muzikanten bevonden zich Herbie Flowers, Francis Monkman en Tristan Fry.
Dit viertal zou de volgende 10 jaar in nog veel meer projecten samenwerken. Na het opnemen van "Travelling" in 1978, maakten Williams en Flowers de keuze om een stap verder te gaan: ze wilden een instrumentale rockband gaan vormen. Kevin Peek voegde zich bij de band, die toen compleet was (op een naam na).

## Bandleden
De band bestond uit de volgende leden:
- John Williams (klassieke gitaar) (1979 - 1983)
- Richard Durrant (gitaar) (1993 - 1994)
- Herbie Flowers (basgitaar, contrabas en tuba) (1979 - 1994)
- Tristan Fry (drums) (1979 - 1994)
- Paul Hart (keyboard) (1984 - 1994)
- Steve Gray (piano en keyboard) (1981 - 1994)
- Francis Monkman (piano en keyboard) (1979 - 1980)
- Kevin Peek (elektrische gitaar) (1979 - 1985)

## Discografie

### Albums
- Sky (1979)
- Sky 2 (1979)
- Sky 3 (1981)
- Sky 4 Forthcoming (1982)
- Sky Five Live
- Cadmium (1983)
- Masterpieces (The Best of Sky)
- The Great Balloon Race
- Mozart (1987)
- Squared (1998)

### Singles
- Cannonball (mei 1979)
- Carillon El Cielo (september 1979)
- Toccata (maart 1980)
- Toccata/Carillon/Vivaldi/Cannonball (augustus 1980)
- Dies Irae (augustus 1980)
- Sky 3 (Promo) (maart 1981)
- Masquerade (maart 1982)
- My Giselle (mei 1982)
- Five Live (Promo) (januari 1983)
- The Animals Pt. 1 (januari 1983)
- Troika (november 1983)
- Fool on the hill (april 1984)
- Desperate For Your Love (maart 1985)
- Night Sky (mei 1985)
- Marriage of Figaro: Overture (november 1987)
- CD Release Promo (Lente van 1992)

### Trivia
- De single "Carillon El Cielo" is vaak te horen in de Vlaamse kindertelevisieserie Samson en Gert wanneer de personages verdrietig zijn of er iets droevigs is gebeurd.